# Egyszer volt Budán Bödör Gáspár
Az Egyszer volt Budán Bödör Gáspár (vagy csak egyszerűen Bödörék) 2020-as magyar fejlesztésű televíziós vígjáték sorozat, melyet Radnai Márk rendezett.
A forgatókönyvíró Kormos Anett. A főszerepben Stohl András, Stefanovics Angéla, Szirtes Ági, Venczli Zóra és Varga Attila láthatók. Az első epizódját 2020. május 1-jén mutatta be a TV2 televíziós csatorna. A további epizódokat szeptemberben mutatták be, mivel a koronavírus-járvány miatt leálltak a forgatást.

## Alaphelyzet
A Baranya megyei dinnyeberki otthonukból, egy nem várt fordulat miatt a fővárosba költözni kényszerülő Bödör család kalandjait mutatja be a TV2 legújabb heti fikciós sorozata, az Egyszer volt Budán Bödör Gáspár. A vidéki szokások integrálódnak viccesen a budapesti életbe, mindez egy olyan történetbe ágyazva, amelynek főszereplői korábban még a falu határát sem hagyták el.

## Szereplők

### Főszereplők
| Név          | Színész            | Leírás |
| ------------ | ------------------ | --- |
| Bödör Gáspár | Stohl András       | Gáspár a családfő, ő sem és a család többi tagja sem lépte még soha át a falu határát mindaddig, míg Pestre nem kellett költözniük. Ennek megfelelően nem könnyű beilleszkedniük a városi életbe, főleg úgy, hogy Gáspár egy igazi Mekk Elek, az ezermester. Mindenbe belefog, pedig mindenki jobban járna, ha nem csinálna semmit, de a sokadik elrontott művelete sem akadályozza őt abban, hogy a következőbe is belevágjon. |
| Bödör Borcsa | Stefanovics Angéla | Borcsa nagy tisztelője Gáspárnak, igaz ő is látja a férfi hibáit, de ő úgy szereti őt ahogy van, neki ő a legszebb, legjobb férj a világon, akiben mindig megbízik, persze csak akkor, ha anyuka épp nem szól közbe. Borcsa dolgos asszony, mindenkinél többet dolgozik a családban. |
| Anyuka       | Szirtes Ági        | Anyuka, Borcsa édesanyja, a gyerekek nagymamája és Gáspár anyósa. A vicceknek megfelelően Gáspárral, köztük is csípős anyós-vő viszony van, folyamatos élcelődés van kettőjük között. Azért is ilyen a kapcsolatuk mert anyuka szerint, Borcsa lányához sokkal jobb férj illene, minden ujjára három jobbat is találhatna, de ő, anyuka legnagyobb bánatára mégis megelégszik Gáspárral.                                        |
| Bödör Rozi   | Venczli Zóra       | Rozi a család kakukktojása, ő ugyanis az internetnek köszönhetően próbálja tartani a lépést a trendekkel, képben van a világgal, az újdonságokkal, szeret öltözködni, szépítkezni, ami a többiekről nem mondható el. Rozi, a költözés miatt kénytelen volt otthagyni a faluban a szerelmét, de reméli, hogy a távkapcsolat csak közelebb hozza őket majd Norbival, a tűzoltó kedvesével.                                        |
| Bödör Buckó  | Varga Attila       | Buckó nem egy éleseszű fiú, de cserébe nagyon nagy szíve van, ott segít, ahol tud. A legtöbbet édesapjával van vagy a tetováló szalonban, ahol dolgozik. Ha az apjával van, abból természetesen túl sok jó dolog nem sül ki, folyton valami bajba keverednek ketten. A nők kedvelik Buckót, mert olyan szép nagy, megbízható és segítőkész.                                                                                     |

### Mellékszereplők
- Kulka János - különböző szerepek (Manager, éttermi vendég, saját maga, Mágenheim Ádám, utas)
- Sári Éva - Laura
- Szőke Zoltán - Zoltán
- Zoltán Áron - Norbi

### További szereplők
- Andrádi Zsanett – szomszéd
- Balázs Andrea – házinéni
- Bán János - Szakesz
- Bifkovics Péter - sofőr
- Biró Zsuzsanna - pultos lány
- Bozó Andrea – Edit
- Brasch Bence – jóképű orvos
- Buza Tímea - Bözse
- Chater Áron - Viktorka
- Czukor Balázs - Cuccos
- Domján Kata – szomszéd
- Faragó Alexandra - Nő
- Farkas Viktória - pénztáros
- Fehérvári Péter - főorvos
- Fellinger Domonkos - Golyó
- Ferencz Gabriella - Nő kutyával
- Ficza István - visszafogott férfi
- Ficzere Béla - közteres
- Gados Béla - pap
- Gosztola Adél – ellenőr
- Gyöngyösi Zoltán - benzinkutas
- Győri Csaba - járókelő
- Kajtár Róbert - tulaj
- Károlyi Krisztián - fiatal punk
- Kitty Bich Thuy Ta - vietnami hölgy
- Kerkuska Gábor - őr
- Kohán Lili - pultos lány
- Kolnai Kovács Gergely - ellenőr
- Kompár Valéria - asszisztens
- Kórósi Szilvia - főnővér
- Kovács Molnár József - Jehova tanúja
- Kurely László - Jehova tanúja
- Lakatos Rudolf - lángosos
- Márfi Márk – Jerry
- Megyeri Balázs Blaise - Jason Momoa hasonmás
- Mucsi Zoltán - Haunti István
- Nagy Angéla – asszisztens
- Nagy Dániel Viktor – Tarajos
- Pavletits Béla – férfi a liftben
- Peller Károly - Rábik Attila
- Réti Barnabás - Keller Tamás
- Soltész Erzsébet - Ibolya
- Szabó Lenke - beteg
- Szalma Tamás – öregebb orvos
- Szatmári Attila - Taskó Márton
- Szegő Jánosné – néni
- Szelle Márton – fodrász
- Szűcs Sándor - Perki
- Takács Gábor - nagydarab
- Torma Maja - lány
- Torma Sophie - lány
- Ujlaki Dénes - Dénes bá
- Vida Zsuzsanna - büfés néni
- Virág Péter - pizzafutár
- Zrinyi Gál Vince - Landics

## Epizódok
A produkció egy hatrészes, lezárt történetű minisorozat. Az TV2 bejelentette, hogy az első évad első epizódja május 1-jén került bemutatásra. A többi rész pedig szeptember 5-től szombatonként volt látható.
| Sor. | Év. | Cím     | Rendező     | Író                                          | Premier              | Nézettség |
| ---- | --- | ------- | ----------- | -------------------------------------------- | -------------------- | --------- |
| 1.   | 1.  | 1. rész | Radnai Márk | Buzás Mihály, Kertész Richárd és Vékes Csaba | 2020. május 1.       | 1 210 000 |
| 2.   | 2.  | 2. rész | Radnai Márk | Buzás Mihály, Kertész Richárd és Vékes Csaba | 2020. szeptember 5.  | 533 000   |
| 3.   | 3.  | 3. rész | Radnai Márk | Buzás Mihály, Kertész Richárd és Vékes Csaba | 2020. szeptember 12. | 470 000   |
| 4.   | 4.  | 4. rész | Radnai Márk | Buzás Mihály, Kertész Richárd és Vékes Csaba | 2020. szeptember 19. | 389 000   |
| 5.   | 5.  | 5. rész | Radnai Márk | Buzás Mihály, Kertész Richárd és Vékes Csaba | 2020. szeptember 26. | 438 000   |
| 6.   | 6.  | 6. rész | Radnai Márk | Buzás Mihály, Kertész Richárd és Vékes Csaba | 2020. október 3.     | 387 000   |

## Érdekesség
- A sorozat érdekessége, hogy az alaptörténete meglehetősen hasonlít a Green család a nagyvárosban című animációs sorozatra, amely 2018 óta fut a Disney Csatornán.[3]